# هلال الرشیدی
هلال الرشیدی (انگلیسی: Hilal Al Rasheedi؛ زادهٔ ۱۹۶۳) تیرانداز اهل عمان است. وی در بازی‌های المپیک تابستانی ۲۰۰۰ شرکت کرده‌است.